# Monts Chevreuils
Monts Chevreuils är en bergstopp i Schweiz. Den ligger i distriktet Riviera-Pays-d'Enhaut och kantonen Vaud, i den sydvästra delen av landet, 60 km söder om huvudstaden Bern. Toppen på Monts Chevreuils är 1 749 meter över havet.